# Grand Prix Brazílie 1998
Grand Prix Brazílie ( XXVII Grande Pręmio do Brasil)
- 29. březen 1998
- Okruh Interlagos
- 72 kol x 4,292 km = 309,024 km
- 616. Grand Prix
- 3. vítězství Miki Häkkinena
- 109. vítězství pro McLaren

Stupně vítězů
| Spojené království | Finsko        | Německo            |
| ------------------ | ------------- | ------------------ |
|                    | Mika Häkkinen |                    |
| David Coulthard    | 1             | Michael Schumacher |
| 2                  |               | 3                  |
|                    |               |                    |

## Výsledky
| Pozice | Jezdec                | Vůz            | Čas               |
| ------ | --------------------- | -------------- | ----------------- |
| 1      | Mika Häkkinen         | McLaren MP4/13 | 1:37'11.747       |
| 2      | David Coulthard       | McLaren MP4/13 | á 0:01:102        |
| 3      | Michael Schumacher    | Ferrari F300   | á 1:00:550        |
| 4      | Alexander Wurz        | Benetton B198  | á 1:07:453        |
| 5      | Heinz-Harald Frentzen | Williams FW20  | á 1 kolo          |
| 6      | Giancarlo Fisichella  | Benetton B198  | á 1 kolo          |
| 7      | Jacques Villeneuve    | Williams FW20  | á 1 kolo          |
| 8      | Eddie Irvine          | Ferrari F300   | á 1 kolo          |
| 9      | Jean Alesi            | Sauber C17     | á 1 kolo          |
| 10     | Jan Magnussen         | Stewart SF2    | á 2 kola          |
| Dsq    | Damon Hill            | Jordan 198     | á 2 kola          |
| 11     | Johnny Herbert        | Sauber C17     | á 5 kol           |
| Kolo   | Odstoupili            | -              | -                 |
| 63     | Olivier Panis         | Prost AP01     | Motor             |
| 56     | Rubens Barrichello    | Stewart SF2    | Převodovka        |
| 52     | Ricardo Rosset        | Tyrrell 026    | Převodovka        |
| 44     | Esteban Tuero         | Minardi M198   | Plynový pedál     |
| 26     | Pedro Diniz           | Arrows A19     | Převodovka        |
| 19     | Toranosuke Takagi     | Tyrrell 026    | Motor             |
| 18     | Mika Salo             | Arrows A19     | Motor             |
| 17     | Jarno Trulli          | Prost AP01     | Palivové čerpadlo |
| 3      | Šindži Nakano         | Minardi M198   | Mimo trať         |
| 0      | Ralf Schumacher       | Jordan 198     | Mimo trať         |

### Nejrychlejší kolo
- Mika Häkkinen McLaren 1'19.337

### Vedení v závodě
- 1-72 kolo Mika Häkkinen

### Postavení na startu
| 1. řada  | 1                                       | 2                                    |
|          | Mika Häkkinen McLaren 1'17.092          | David Coulthard McLaren 1'17.757     |
| 2. řada  | 3                                       | 4                                    |
|          | Heinz-Harald Frentzen Williams 1'18.109 | Michael Schumacher Ferrari 1'18.250  |
| 3. řada  | 5                                       | 6                                    |
|          | Alexander Wurz Benetton 1'18.261        | Eddie Irvine Ferrari 1'18.449        |
| 4. řada  | 7                                       | 8                                    |
|          | Giancarlo Fisichella Benetton 1'18.652  | Ralf Schumacher Jordan 1'18.735      |
| 5. řada  | 9                                       | 10                                   |
|          | Olivier Panis Prost 1'18.753            | Jacques Villeneuve Williams 1'18.761 |
| 6. řada  | 11                                      | 12                                   |
|          | Damon Hill Jordan 1'18.988              | Jarno Trulli Prost 1'19.069          |
| 7. řada  | 13                                      | 14                                   |
|          | Rubens Barrichello Sauber 1'19.344      | Johnny Herbert Sauber 1'19.375       |
| 8. řada  | 15                                      | 16                                   |
|          | Jean Alesi Sauber 1'19.449              | Jan Magnussen Stewart 1'19.644       |
| 9. řada  | 17                                      | 18                                   |
|          | Toranosuke Takagi Tyrrell 1'20.203      | Šindži Nakano Minardi 1'20.390       |
| 10. řada | 19                                      | 20                                   |
|          | Esteban Tuero Minardi 1'20.459          | Mika Salo Sauber 1'20.481            |
| 11. řada | 21                                      | 22                                   |
|          | Ricardo Rosset Tyrrell 1'20.748         | Pedro Diniz Arrows 1'20.847          |
| -------- | --------------------------------------- | ------------------------------------ |

### Zajímavosti
- Jan Magnussen startoval ve 20 GP.
- 200 GP pro motor Mugen Honda

| Pole position  | Vítězství      | Nejrychlejší kolo |
| Finsko         | Finsko         | Finsko            |
| Mika Häkkinen  | Mika Häkkinen  | Mika Häkkinen     |
| McLaren MP4/13 | McLaren MP4/13 | McLaren MP4/13    |
| 1'17.092       | 1:37'11.747    | 1'19.337          |
| 200.425 km/h   | 190.764 km/h   | 194.754 km/h      |
| -------------- | -------------- | ----------------- |

### Stav MS
- Zelená - vzestup
- Červená - pokles

| * | Jezdec                | Body |
| - | --------------------- | ---- |
| 1 | Mika Häkkinen         | 20   |
| 2 | David Coulthard       | 12   |
| 3 | Heinz-Harald Frentzen | 6    |
| 4 | Michael Schumacher    | 4    |
| 5 | Eddie Irvine          | 3    |
| 6 | Alexander Wurz        | 3    |
| 7 | Jacques Villeneuve    | 2    |
| 8 | Giancarlo Fisichella  | 1    |
| 9 | Johnny Herbert        | 1    |

| * | Vozy     | Body |
| - | -------- | ---- |
| 1 | McLaren  | 32   |
| 2 | Williams | 8    |
| 3 | Ferrari  | 7    |
| 4 | Benetton | 1    |
| 5 | Sauber   | 1    |

| * | Jezdec         | Body |
| - | -------------- | ---- |
| 1 | Finsko         | 20   |
| 2 | Velká Británie | 16   |
| 3 | Německo        | 10   |
| 4 | Kanada         | 2    |
| 5 | Rakousko       | 2    |
| 6 | Itálie         | 1    |